# Otto Frick
Otto Frick, född 28 februari 1867 i Malmö, död 19 juli 1933 i Lund, var en svensk elektroingenjör och metallurg. Han var bror till Carl och Anders Frick.
Frick, som var son till handlanden och konsularagenten Otto Fredrik Frick och Maria Jacobina Frick, avlade mogenhetsexamen i Malmö 1885 och utexaminerades från Kungliga Tekniska högskolan i Stockholm 1888. Han praktiserade inom elektriska branschen i Paris 1888–1890 och var ingenjör vid elektriska utställningen i Frankfurt am Main 1891. Han var anställd vid Oskar von Millers ingenjörsfirma i München 1891–1895. Han deltog under denna tid i projekteringen av elektricitetsverken i bland annat Frankfurt am Main, Dresden, Stuttgart och Nürnberg samt vistades i USA 1893–1894. Han var därefter ingenjör vid Siemens & Halske AG i Berlin 1895–1898 och tjänstgjorde då under en tid på Java. Han var föreståndare och verkställande direktör vid Svenska AB Siemens & Halske i Stockholm 1898–1901, därefter konsulterande ingenjör i Stockholm för elektriska anläggningar och åter anställd vid Siemens & Halske AG i Berlin 1911–1913. 
Frick gjorde sig känd som framstående konstruktör av bland annat elektriska induktionsugnar enligt egna patent och byggde bland annat stålugnar åt Krupp AG i Essen och åt John Brown & Co. och W. Jessop & Sons i Sheffield. Även i Sverige var han en av pionjärerna på sitt område, ehuru han mötte många svårigheter. Han är begravd på Sankt Pauli norra kyrkogård i Malmö.